# 坎塔加盧 (米納斯吉拉斯州)
坎塔加卢是巴西米纳斯吉拉斯州的一个市镇。总面积141.839平方公里，总人口3967人，人口密度28人/平方公里。